# Burlington Fine Arts Club

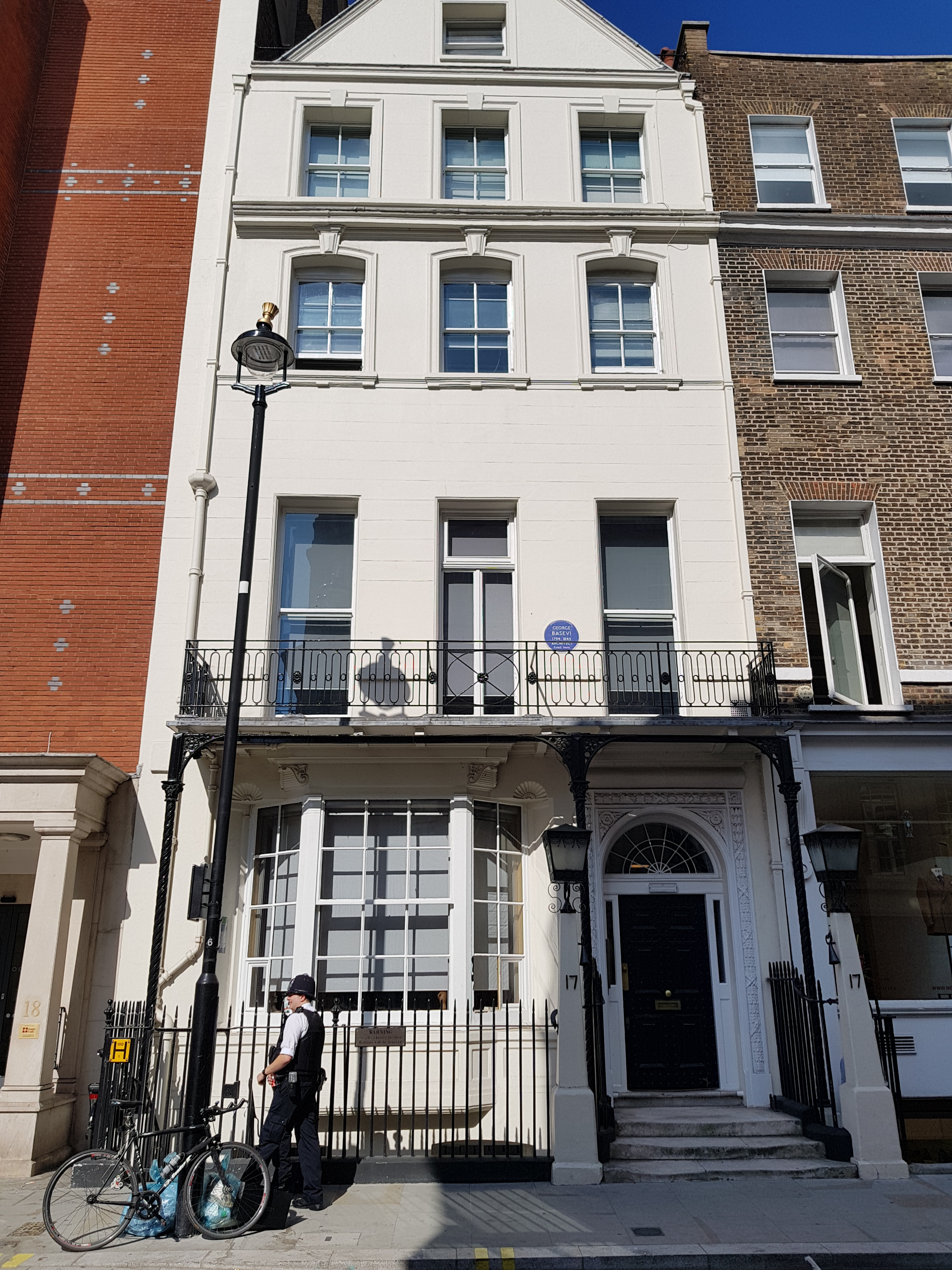
Le bâtiment au 17 de la rue Savile Row.

Le Burlington Fine Arts Club est un gentlemen's club londonien basé au 17 de la rue Savile Row, créé en 1866 et dissous en 1952.

## Histoire
Le club trouve ses racines dans le Fine Arts Club, un rassemblement informel d'amateurs passionnés d'art, fondé par le peintre et graveur John Charles Robinson (en), qui s'est réuni au palais Marlborough House en 1856, avant de déménager à South Kensington en 1857. Le nouveau club dit Burlington est officialisé en 1866. Cependant, des réunions informelles sous la bannière du Fine Arts Club continuent à se tenir séparément jusqu'en 1874.
Le clubhouse Burlington occupe à l'origine les trois étages supérieurs au 177 du boulevard Piccadilly de 1866 à 1869, avant de déménager définitivement dans les locaux de Savile Row. Le club vise à évoquer l'atmosphère d'un gentlemen's club typique pour ceux qui s'intéressent à l'art, ainsi qu'à offrir une vitrine aux artistes amateurs. Une partie du club-house sert également de lieu d'exposition régulier, l'emplacement ayant été choisi pour sa proximité avec les marchands d'art du quartier de Mayfair.
Parmi ses membres notables, on peut citer : James McNeill Whistler, John Ruskin, Dante Gabriel Rossetti, William Michael Rossetti et Edwin Lutyens.
La Seconde Guerre mondiale met à rude épreuve le Burlington, sa dernière exposition ayant eu lieu juste avant le déclenchement de la guerre en 1939. Avec un nombre de membres fortement réduit après la guerre, le comité du club se rend compte qu'il ne peut plus payer le bail des locaux. Une tentative est faite pour collecter des fonds afin de déménager au 34 de la place Great Cumberland, sans succès. Fin 1951, la commission vote pour la mise en liquidation du club, avec effet l'année suivante.
Les actifs du club sont évalués à quelque 14 500 £. La plupart des membres ayant renoncé à leurs droits sur les actions du club, 13 070 £, 12 s, 5 j sont allés au National Art-Collections Fund (plus tard The Art Fund) en commémoration du Burlington Fine Arts Club.